# Stephen Troyte Dunn
Stephen Troyte Dunn ( 1868 - 1938 ) fue un botánico, explorador y pteridólogo inglés.
Desarrolló gran parte de su actividad científica en Kew Gardens, siendo compilador del Index Kewensis suplemento 2 de 1904 y 1905, y del suplemento 3 de 1908. Entre 1903 a 1910 opositó y ganó el puesto de superintendente del Departamento de Botánica y Forestales de Hong Kong, realizando numerosas recolecciones y logrando identificaciones y clasificaciones de nuevas especies; poseyendo a lo largo de su labor taxonómica más de 650 registros IPNI.
Estaba casado con la botánica Maud Dunn.

## Algunas publicaciones
- Stephen Troyte Dunn, William James Tutcher. Flora of Kwangtung and Hong Kong (China) being an account of the flowering plants, ferns and fern allies together with keys for their determination preceded by a map and introduction. Londres, H. M. Stationery off. impreso por Darling & son, Ltd. 1912. PDF

- Stephen Troyte Dunn. A supplementary list of Chinese flowering plants, 1904-1910. Londres, 1911 PDF

- Stephen Troyte Dunn. Alien flora of Britain. West, Newman & Co. 1905

- Stephen Troyte Dunn. Descriptions of New Chinese Plants. 1904

- C.H. Wright, Charles Geekie Matthew, Stephen Troyte Dunn. Flora of the Falkland Islands. Linnean Soc. 1911

- James Sykes Gamble, Stephen Troyte Dunn, Cecil Ernest Claude Fischer. Flora of the Presidency of Madras. Bot. Survey of India, 1967

- Stephen Troyte Dunn. A Key to the Labiatae of China. Her Majesty's Stationery Office, 1915

- Capítulo "Flora". En: Twentieth Century Impressions of Hong Kong, Shanghai, & other Treaty Ports of China. Their History, People, Commerce, Industries, and Resources. Lloyd's (Londres), 1908

## Honores

### Membresías
- 1911: electo miembro de la Royal Society

### Eponimia
Género
- (Rubiaceae) Dunnia Tutcher[3]
- La abreviatura «Dunn» se emplea para indicar a Stephen Troyte Dunn como autoridad en la descripción y clasificación científica de los vegetales.[4]

## Literatura
- C.E.C. Fischer. 1938. Kew Bulletin of Miscellaneous Information, 1938 (5): 214-215

- Journal of Botany, 1938, pp. 183–184

- Geoffrey Alton Craig Herklots. Hong Kong Countryside, 1951, pp. 167–168

- Brummitt, R.K. & Powell, C.E., Authors of Plant Names (1992): 178

- Kent, D.H. & Allen, D.E., Brit. Irish Herb. (1984): 133

- Lanjouw, J. & Stafleu, F.A., Index Herb. Coll. A-D (1954): 171